# Zieglhäuser (Teunz)
Zieglhäuser ist ein ehemaliger Gemeindeteil von Teunz im Landkreis Schwandorf.
Der Ort liegt 200 Meter südlich von Haidhof in der Gemarkung Wildstein und hat zwei Wohngebäude (Stand 2017). Er wird heute dem Gemeindeteil Haidhof zugerechnet. Bei der Volkszählung 1970 war die Einöde noch ein amtlich benannter Gemeindeteil von Teunz mit dreizehn Einwohnern.

## Geschichte
Der Ort wird zuerst in der „Matricula Dioceseos Ratisbonensis“, der so genannten „Heckenstaller Matrikel“ als „Zieghäusl“ erwähnt. Er gehörte immer zur Pfarrei Teunz und zuerst zur Gemeinde Fuchsberg im Bezirksamt Neunburg vorm Wald. Spätestens seit 1885 gehörte der Ort zur Gemeinde Wildstein im Bezirksamt Neunburg vorm Wald, die im Jahr 1900 zum neu gegründeten Bezirksamt Oberviechtach kam. Erst seit 1972 gehört Zieglhäuser zur Gemeinde Teunz, als die Gemeinde Wildstein im Zuge der Gebietsreform in Bayern nach Teunz eingemeindet wurde.

### Einwohnerentwicklung
- 1838: 0 16 Einwohner, 3 Häuser[5]
- 1860: 0 10 Einwohner, 2 Häuser[6]
- 1871: 00 8 Einwohner, 9 Gebäude[7]
- 1875: 00 8 Einwohner[8]
- 1885: 0 10 Einwohner, 2 Wohngebäude[9]
- 1900: 0 13 Einwohner, 2 Wohngebäude[10]
- 1913: 0 10 Einwohner, 2 Häuser[11]
- 1925: 0 12 Einwohner, 2 Wohngebäude[12]
- 1950: 0 16 Einwohner, 2 Wohngebäude[13]
- 1961: 0 12 Einwohner, 2 Wohngebäude[14]
- 1970: 0 13 Einwohner, 2 Wohngebäude[1]